# ناحیه هیکری، شهرستان کارول، آرکانزاس
ناحیه هیکری، شهرستان کارول، آرکانزاس (به انگلیسی: Hickory Township) یک منطقهٔ مسکونی در ایالات متحده آمریکا است که در شهرستان کرول، آرکانزاس واقع شده‌است. ناحیه هیکری ۴٬۹۷۷ نفر جمعیت دارد.